# Угамски хребет
Угамският хребет (на казахски: Өгем, Өгем жотасы;на узбекски: Ugom tizmasi, Угом тизмаси; на руски: Угамский хребет) е планински хребет в крайната западна част на Тяншан,разположен на територията на Казахстан (Туркестанска област) и Узбекистан (Ташкентска област). Простира се от североизток на югозапад на протежение от 115 km, между реките Пскем и Угам (десни притоци на Чирчик, десен приток на Сърдаря) и левите притоци на Арис (десен приток на Сърдаря). На североизток се свързва с хребета Таласки Алатау, а югоизточно и успоредно на него е разположен Пскемския хребет. Максимална височина връх Сайрам 4238 m, (42°08′16″ с. ш. 70°28′51″ и. д. / 42.137778° с. ш. 70.480833° и. д.), разположен в централната му част, в Туркестанска област. Изграден е основно от седиментни наслаги (в т.ч. варовици, със силно развити карстови форми). Северозападните му склонове са по-дълги и полегати, а югоизточните – стръмни. По склоновете му расте ефемероидна (субтропическа) полупустинна и степна растителност, а най-високите части са заети от ливадни степи и алпийски пасища.

## Топографска карта
- К-42-Б М 1:500000[2]
- К-42-Г М 1:500000[3]